# Powys
Powys è un'area amministrativa principale ed una contea preservata del Galles.

## Geografia fisica
La contea confina a nord con il Gwynedd, il Denbighshire e il distretto unitario di Wrexham; a est con le contee inglesi di Shropshire e di Herefordshire; a sud con Rhondda Cynon Taff, Merthyr Tydfil, Caerphilly, Blaenau Gwent e il Monmouthshire; ad ovest con il Ceredigion e il Carmarthenshire.
Il territorio della contea è prevalentemente montuoso. La parte occidentale è attraversata da nord a sud dalla catena dei monti Cambrici. La maggior parte della contea è drenata da fiumi che scendono verso le valli del versante orientale. Il nord è drenato dal fiume Severn e dall'Efyrnwy che formano nel nord-est della contea un'ampia vallata. Il fiume Dyfi, che scorre nella parte centrale della contea verso occidente, sfocia nella baia di Cardigan con un ampio estuario. Il confine del Powys passa proprio all'imbocco del Dyfi nel suo estuario.
I principali fiumi del sud della contea sono il Wye e l'Usk. A sud si elevano i rilievi montuosi della catena delle Brecon Beacons, che raggiungono gli 886 metri con il Pen y Fan, e delle Black Mountains (Y Mynyddoedd Duon). Al confine settentrionale si eleva la catena delle Berwyn. 
L'area delle Brecon Beacons è protetta da un parco nazionale.
La contea è scarsamente popolata e i centri principali sono posti nelle valli. La sede amministrativa è Llandrindod Wells. Altri centri di una certa importanza sono: Welshpool, Montgomery, Builth Wells, Presteigne, Knighton, Llanwrtyd Wells, Brecon, Hay-on-Wye, Llanidloes, Newtown e Rhayader.

## Amministrazione
La contea è nata nel 1974 in attuazione del Local Government Act del 1972. Essa copre il territorio che era stato parte delle contee di Montgomeryshire e Radnorshire, la maggior parte del Brecknockshire e una piccola parte del Denbighshire. Il nome della contea trae origine dal regno di Powys che occupava la parte centro-settentrionale dell'attuale contea. Inizialmente la contea controllava i distretti di Montgomery, Radnor e Brecknock, ma nel 1996 i distretti sono stati aboliti ed il Powys è divenuto una Unitary Authority amministrata da un consiglio di contea che ha sede a Llandrindod Wells ed è costituito dai rappresentanti dei 73 ward che lo compongono.
Oggi la contea, dal punto di vista dell'ordine pubblico, fa riferimento alla Dyfed-Powys Police.

## Monumenti e luoghi d'interesse
- Agen Allwedd, grotte
- Abercraf, con il vicino castello Craig-y-Nos, in cui morì la cantante lirica Adelina Patti.[1]
- Black Mountains, catena di colline. Bruce Chatwin vi ambientò il romanzo del 1982 Sulla collina nera (On The Black Hill).
- Brecknock Museum, a Brecon
- Brecon Beacons (Bannau Brycheiniog in gallese), catena montuosa protetta da un parco nazionale.
- Brecon Caer Roman Fort
- Castell Du, a Sennybridge
- Castello di Montgomery, a Montgomery.[2][3]
- Celtica exhibition, a Machynlleth
- Centro per la tecnologia alternativa, a Machynlleth
- Cwmmhir Abbey, abbazia cistercense in rovina situata nel villaggio di Abbeycwmhir[4][5]
- Elan Valley, valle del fiume Elan con numerosi laghi artificiali.
- Hay-on-Wye, villaggio sul confine con l'Inghilterra soprannominato la "città dei libri" per le sue numerosissime librerie. Ospita annualmente un festival letterario.
- Lago di Llangorse, il secondo lago naturale più grande del Galles, nel Parco nazionale di Brecon Beacons.
- Llanidloes Museum, a Llanidloes
- Llandrindod Wells Museum, a Llandrindod Wells
- Llangammarch Wells, località termale
- Maesllwch Castle, nei dintorni di Glasbury
- Museo tessile di Newtown
- Ogof Draenen (gallese per Hawthorn Cave), grotte di 66 km di lunghezza.
- Ogof Ffynnon Ddu (gallese per Grotta della primavera nera), grotte a oltre 300 metri di profondità e lunghe 48 km.
- Ogof y Daren Cilau, grotte
- Ogof Craig a Ffynnon, grotte di 13 km di lunghezza
- Powis Castle, castello nei dintorni di Welshpool
- Powysland Museum, a Welshpool
- Welshpool and Llanfair Light Railway, ferrovia storica di 14 km.
- Radnor Forest, area di bellezze naturali nell'ovest della contea.
- Riserva naturale del lago artificiale di Vyrnwy.
- Tretower Castle
- The Welsh National Cycle Route
- The Wye Valley Walk, sentiero di 181 km da Chepstow a Rhayader.
- Ystradfellte, villaggio delle Brecon Beacons noto per le sue cascate
- Offa's Dyke Path, sentiero di 283 km lungo il confine con l'Inghilterra.